# Pierre-Louis Flouquet
Pierre-Louis Flouquet (Parijs, 21 febr. 1900 – Dilbeek, 25 okt. 1967) was een Belgische schilder, illustrator en schrijver. Zijn werk evolueerde geleidelijk van het kubisme naar de abstracte kunst. Daarnaast heeft hij in samenwerking met Pierre Bourgeois en Karel Maes het avant-gardistische tijdschrift 7 Arts uitgegeven.

## Biografie
Flouquet verhuisde op negenjarige leeftijd van Parijs naar Brussel. Hij liep school aan de Académie des Beaux-Arts te Brussel en leerde daar René Magritte kennen, met wie hij later een atelier zou gaan delen. Samen maakten ze hun debuut als schilder en illustrator bij hun eerste expositie. Flouquets vroege werk was sterk beïnvloed door het kubisme en het futurisme. Omdat hij zijn legerdienst deed in Parijs, was hij in direct contact gekomen met deze stijlen. Grote invloeden waren de kubistische schilders Picasso en Braques.
Het tijdschrift 7 Arts (mee opgericht door Flouquet in 1922) verdedigde het modernisme en stelde de abstracte kunst in België centraal. In 1925 stelde Flouquet zijn werk tentoon in de galerie Der Sturm in Berlijn. In hetzelfde jaar richtte hij l’Assaut op, samen met Marcel-Louis Baugniet and Jean-Jacques Guilliard. Omstreeks 1928 evolueerde zijn werk van het kubisme en futurisme naar figuratief expressionisme. Twee jaar later stopte hij echter met schilderen. Hij profileerde zich eerder als criticus en schrijver. Uiteindelijk zou Flouquet niet minder dan 21 boeken over poëzie publiceren.
Omdat hij zich niet meer bezighield met het creëren van kunst, zijn er weinig tot geen kunstwerken van na 1930 teruggevonden. Het enige wat hij nog produceerde waren tekeningen van personages en landschappen in een primitieve stijl.

## Werk
Na zijn kubistische fase schakelde Flouquet over naar de abstractie, die hij zelf la Plastique Pure ("zuivere beelding") noemde. De "zuivere beelding" bestond uit het psychisch vervormen van voorwerpen tot een plastische staat, m.a.w. het reduceren van vormen tot de essentie.
In 1921 evolueerde zijn werk naar een sterkere stilering die bijna abstract is maar nog steeds naar het figuratieve verwees. In tegenstelling tot het constructivisme maakte hij gebruik van degraderende kleuren.
In 1922 werkte Flouquet mee aan een architecturaal project met Victor Bourgeois: La cité moderne te Sint-Agatha Berchem. Hij ontwerpt zuiver abstracte glasramen voor gebouwen rond het hoofdplein van deze woonwijk. Bij dit project is een duidelijke invloed van De Stijl te zien.
In zijn lino-snedes is goed te zien hoe hij geometrisch eenvoudige elementen gebruikt om een abstracte compositie te vormen.
Vrouwelijkheid is een steeds terugkerend onderwerp in het werk van Flouquet. Hij gaat de menselijke figuur tot het uiterste stileren op een achtergrond van op elkaar geplaatste geometrische vlakken. De vormen zijn volledig ontdaan van herkenning maar bezitten nog steeds een vorm van menselijke warmte. 
Een bekend werk van Flouquet is Crucifixion sur paysage Plastique pure (1929–1930). Het religieuze thema wordt op een abstracte manier naar voor gebracht, die een zeker gevoel van existentiële angst en mysterie oproept. 

### 7 Arts
7 Arts is een publicatie opgericht in 1922 door de broers Bourgeois, Karel Maes en Pierre-Louis Flouquet. Het tijdschrift wil op een journalistiek verantwoorde wijze verslag brengen van de hedendaagse kunst. Er ligt een grote nadruk op abstractie in België aangezien de oprichters zich hiermee in hun persoonlijk werk bezighielden.  
Flouquet ontwierp talrijke illustraties voor de nummers van 7 Arts.
- Bibliothèque nationale de France: cb13184230v (data)
- Gemeinsame Normdatei: 116631120
- International Standard Name Identifier: 0000 0001 2280 4358
- Library of Congress Control Number: nr89002685
- Musée national d'archéologie, d'histoire et d'art: lkl003439
- Nationale Bibliotheek van Israël: 987007290269205171
- Nederlandse Thesaurus van Auteursnamen: 252323475
- RKD-Nederlands Instituut voor Kunstgeschiedenis: 28399
- Système universitaire de documentation: 035360666
- Union List of Artist Names: 500075025
- Virtual International Authority File: 56750824
- WorldCat: E39PBJcBWBKdWvyvF4THDQGPwC